# 大山村 (富山県)
大山村（おおやまむら）は、かつて富山県に存在した村の1つである。

## 地理
- 山：薬師岳、北ノ俣岳、黒部五郎岳、赤牛岳、水晶岳、祖父岳、祖母岳、烏帽子岳、野口五郎岳、鷲羽岳、三俣蓮華岳、鍬崎山
- 河川：常願寺川、黒部川、和田川、小口川、真川
- 湖沼：有峰湖、黒部湖

## 歴史
- 1889年（明治22年）4月1日 - 町村制の施行により、上新川郡岡田村、東文殊寺村、西小俣村、東小俣村、長瀬村、手出村、赤倉村、小原村、河内村、隠土村、安蔵村、新町村、松木村、牧村、才覚地村、中地山村、下山和田村、小見村、本宮村、亀谷村、原村、水須村、有峰村、中地山村及び亀谷村の入会地、小見村及び下山和田村の入会地及び亀谷村及び小見村の入会地の区域をもって、上新川郡大山村が発足する。大字岡田に村役場を設置[2]。
- 大正時代 - 大字名の名称の変更があり、東文殊寺が文殊寺、下山和田が和田に名称を変更する[2]。
- 1942年（昭和17年） - 村役場を大字小見に移転[2]。
- 1955年（昭和30年）1月1日 - 上新川郡上滝町、大庄村、大山村及び福沢村が合併して、上新川郡大山町が発足する。

## 歴代村長
出典→
1. 金山亀梁（町村制実施 - 1892年4月）
2. 金山亀梁（1892年5月 - 1896年6月）
3. 窪木安道（1900年8月 - 1902年9月）
4. 松井己之助（1902年12月 - 1904年3月）
5. 五十嵐文郎（1904年4月 - 1905年10月）
6. 金山弥三兵衛（1905年12月 - 1908年3月）
7. 金山一雄（1908年4月 - 1911年8月）
8. 松本金次郎（1911年11月 - 1915年11月）
9. 松本金次郎（1915年11月 - 1916年3月）
10. 谷本初次郎（1916年3月 - 1918年3月）
11. 浅田幸太郎（1918年3月 - 1920年7月）
12. 金山仙之助（1920年8月 - 1921年12月）
13. 奥村吉次郎（1922年2月 - 1922年12月）
14. 山元藤太郎（1923年1月 - 1926年1月）
15. 山元藤太郎（1927年1月 - 1928年3月）
16. 山元藤太郎（1928年3月 - 1928年11月）
17. 中山長次郎（1928年12月 - 1932年12月）
18. 山元藤太郎（1932年12月 - 1934年1月）
19. 谷本初次郎（1934年2月 - 1936年3月）
20. 村本金作（1936年4月 - 1939年4月）
21. 村本金作（1940年4月 - 1944年4月）
22. 山元重松（1944年4月 - 1946年12月）
23. 佐々木佐木広（1947年4月 - 1951年4月）
24. 高尾善四郎（1951年4月 - 1954年12月末合併まで）

## 交通

### 鉄道路線
- 富山地方鉄道立山線（有峰口駅[注 1]、本宮駅、粟巣野駅[注 2]）

### 道路
- 有料道路
  - 有峰林道
- 県道
  - 主要地方道
    - 富山県道43号富山上滝立山線
    - 富山県道67号宇奈月大沢野線

## 名所・旧跡・観光スポット・祭事・催事
- 立山温泉
- 亀谷温泉
- 立山山麓スキー場
  - 極楽坂エリア
  - らいちょうバレーエリア
  - 粟巣野スキー場 - 1960年開業。

## 出身有名人
- 金山穆韶
- 宇治長次郎（山案内人）